# Bogaci i dziwni
Bogaci i dziwni (ang. Rich and Strange) – brytyjski komediodramat z 1932 roku w reżyserii Alfreda Hitchcocka, zrealizowany na podstawie opowiadania Dale Collins.
Film znany jest też pod alternatywnym tytułem Niebezpieczna próba.

## Fabuła
Małżeństwo Fred i Emily Hillowie otrzymują nieoczekiwanie dużą ilość pieniędzy w spadku po bogatym krewnym. Postanawiają spełnić swe marzenia i wyruszają w podróż dookoła świata. Podczas rejsu dochodzi między małżonkami do kłótni, w wyniku której odchodzą od siebie. Od tej chwili całkowicie oddają się trwonieniu pieniędzy. Po czasie jednak zaczyna im siebie brakować...

## Główne role
- Henry Kendall - Fred Hill
- Joan Barry - Emily Hill
- Betty Amann - Księżniczka
- Elsie Randolph - Stara pokojówka
- Percy Marmont - Komandor Gordon
- Aubrey Dexter - Porucznik
- Hannah Jones – Pani Porter